# Verde smeraldo
Il color verde smeraldo è una gradazione di verde particolarmente luminosa e brillante, con un sottofondo di blu. Il nome deriva dal tipico aspetto dello smeraldo.
L'Irlanda è anche chiamata "isola di smeraldo", in riferimento al verde della sua rigogliosa vegetazione. Per la stessa ragione anche Seattle è anche chiamata la Città di smeraldo. Nel racconto Il mago di Oz di L. Frank Baum, la Città di smeraldo invece è un posto in cui qualunque cosa, dal cibo alle persone sono color verde smeraldo.